# 2009年10月英國

## 10月31日
- 明年滿77歲的保守黨籍前副首相夏舜霆勳爵接受BBC訪問，他估計下屆大選各黨在下院的議席分佈有機會成均勢，他又指自己無意再重返內閣。BBC （页面存档备份，存于）
- 下院議長約翰·貝爾考在議事廳主持首屆青年國會開幕典禮，來自全國共約300名青年議員出席，並參與首場議會辯論，這是國會歷來首次讓非國會議員坐在議事廳議員席上。會上貝爾考批評極右政黨英國國家黨「毒害」國人。BBC （页面存档备份，存于）

## 10月30日
- 有機構調查發現英國10月平均樓價比去年同期上升2%，全國住宅平均價格為162,038英鎊，是過去19個月以來首次錄得升幅。BBC （页面存档备份，存于）
- 當今英女皇幼子愛德華皇子在澳洲接受報章訪問時，認為愛丁堡公爵獎勵計劃提供的野外活動讓參加者體驗死亡的風險，是計劃其中一項吸引之處，但他拒絕評論2006年一名17歲參加者在遠足途中遇險的意外。BBC （页面存档备份，存于）

## 10月29日
- 《泰晤士報》消息指，如果將來設立的歐洲總統一職有實務工作，前英揆貝理雅將有意角逐，知情人士透露英政府內部估計他當選的機會為一半一半。泰晤士報 （页面存档备份，存于）
- 負責向政府提供意見的誤用藥物顧問局，有成員批評政府刻意貶低大麻的藥用價值，並指出大麻不會嚴重危害健康。內政部回應指個別成員的意見不代表政府立場，而政府將繼續打擊濫用藥物。BBC （页面存档备份，存于）

## 10月28日
- 歐盟批准將已被國有化的北岩銀行一拆為二，客戶存款業務及銀行所持較好的一部份按揭業務將組成營運狀況較好的新銀行，日後業務重上軌道後可將銀行出售套現，至於其餘剩下較差的按揭資產則組成另一間銀行，專門用作償還債務。BBC （页面存档备份，存于）
- 政府委託的獨立調查委員會將就國會議員津貼改革發表報告，消息指報告建議禁止議員就支付按揭利息及聘用親屬工作等支出申領津貼。BBC （页面存档备份，存于）

## 10月27日
- 一對來自肯特郡的退休英籍夫婦從塞舌爾群島乘遊艇出發環遊世界，但四日前駛至印度洋中心時遭索馬里海盜騎劫，有關當局現正展開營救。泰晤士報[]、BBC （页面存档备份，存于）
- 考古學家在多塞特郡一處岸邊發掘出一具史前海洋生物化石，該化石的頭部長2.4米，總身長16米，頭部狀似鱷魚，專家估計該生物每日可吃一隻暴龍作早餐。泰晤士報 （页面存档备份，存于）
- 對於近日多名閣僚表態支持前首相貝理雅出任歐盟總統，首相府發言人否認白高敦正為貝高敦參選展開遊說，至於貝理雅則未有表態是否有意角逐。BBC （页面存档备份，存于）

## 10月26日
- 繼皇家郵政勞方在上星期四及五發動全國罷工後，勞資雙方再就薪酬、待遇及現代化各議題展開談判，勞方揚言如果談判再沒有進展，工會將於本星期四、五及六發動第二輪全國性罷工。BBC （页面存档备份，存于）
- 一群環保份子闖入牛津郡一座發電廠，並爬上發電廠煙囪，計劃逗留一星期，抗議發電廠的污染助長全球暖化。BBC （页面存档备份，存于）
- 倫敦地鐵一名客務助理在月台出言恐嚇一名爭先上車的長者，有關事件被人攝錄，並放到網上公開後，該名客務助理提出以私人理由辭職，而倫敦交通局則指事件不可接受。BBC （页面存档备份，存于）
- 英揆白高敦及約一千名曾參與諾曼第登陸戰的二戰老兵，在西敏寺出席紀念儀式，悼念陣亡將士，及紀念盟軍反攻歐洲大陸65周年。BBC （页面存档备份，存于）

## 10月25日
- 對於外界有傳外相文禮彬會在歐盟《里斯本條約》生效後，出任新設立的歐盟外交事務高級代表一職，他親自澄清傳言沒有根據，另外他表態支持前首相貝理雅出任將成立的歐盟總統一職。BBC （页面存档备份，存于）
- 現年61歲的著名音樂劇作曲家安德魯·勞埃德·韋伯證實患上前列腺癌，其發言人表示勞埃德·韋伯的癌病只屬早期，現正接受治療，預計年尾可以復出。BBC （页面存档备份，存于）
- 英揆白高敦在網上發表紀念華爾街股災80周年的講話，他估計英國經濟可望在年尾復甦，但有評論指他的預測無視最新公佈、且表現欠佳的經濟數據。泰晤士報[]

## 10月24日
- 一項在BBC播出皇牌政治辯論節目《問題時間》後進行的民意調查顯示，有五分一受訪者表示會慎重考慮會否於下屆大選投票予極右政黨英國國家黨，另亦有三分二受訪者表示無論如何也不會投票予該黨。泰晤士報[]、BBC （页面存档备份，存于）
- 約克公爵接受《每日電訊報》專訪，批評坊間「妖魔化」銀行界，認為銀行家獲發鉅額花紅只佔極小數。BBC （页面存档备份，存于）、泰晤士報[]

## 10月23日
- BBC公佈昨晚全國超過800萬名觀眾收看皇牌政治辯論節目《問題時間》，破近過去30年的紀錄，BBC方面重申邀請極右政黨英國國家黨黨魁尼克·格里芬出席辯論屬正確決定，而格里芬則批評節目前在BBC電視中心外示威的人士是「暴民」。泰晤士報（页面存档备份，存于）、BBC （页面存档备份，存于）、每日電訊報 （页面存档备份，存于）
- 政府最新數字顯示，英國的GDP在7月至9月期間倒退0.4%，比早前預測的0.2%增長要差，也是季度調查自1955年開展以來，首次錄得GDP連續6個月倒退。但政府指剛公佈的僅屬初步數據，隨後可能會再行調整。BBC （页面存档备份，存于）

## 10月22日
- 皇家郵政勞方今日起正式發動一連兩日的全國性罷工，英揆白高敦呼籲各方返回談判桌停止罷工，而保守黨影子商業大臣祈淦禮更批評工會罷工等同自殺，揚言保守黨一旦上台會將皇家郵政全面私有化。泰晤士報[]、BBC （页面存档备份，存于）
- 極右政黨英國國家黨黨魁尼克·格里芬將於晚上時份出席BBC皇牌政治辯論節目《問題時間》，有反法西斯團體在節目未開始前集結於BBC電視中心外，反對電視台邀請格里芬出席。BBC方面回應指他們沒有責任作政治審查，並謂該黨擁有兩席歐洲議會議席，故有必要反映該黨聲音。BBC （页面存档备份，存于）

## 10月21日
- 財相戴理德在今日出席一項公開場合時重申，環球信貸危機源於國際間缺乏規管銀行的制度，他並不同意英倫銀行行長金默文所言，認為政府應立例防止零售銀行及投資銀行合併業務。此外，戴理德又批評曾受政府注資的高盛計劃發放鉅額花紅。泰晤士報[]
- 面對皇家郵政勞方連續舉行全國性罷工，在野保守黨批評白高敦政府遲遲「沒有膽量」提出方案將皇家郵政部份私有化，導政工會愈益好勇鬥狠。BBC （页面存档备份，存于）

## 10月20日
- 有退伍將領組織發表聲明，譴責極右政黨英國國家黨在宣傳上挪用軍方圖片，以及將戰時軍員及首相邱吉爾爵士扣上關係；另一方面，英國國家黨的總會員名單再次在網上外泄，但該黨未評論名單的真偽。泰晤士報 （页面存档备份，存于）、BBC （页面存档备份，存于）
- 倫敦兩座監獄被揭發在上級例行巡查前，涉嫌私自調走囚犯避過巡查，當局現正調查事件。BBC （页面存档备份，存于）

## 10月19日
- 英格蘭及威爾斯上訴法院裁定英國獨立黨在2004年12月至2006年1月期間，違規收受一名書商的政治捐獻，下令充公該筆總數達363,697鎊的捐款。英國獨立黨揚言不服，會提出上訴。BBC （页面存档备份，存于）
- 對於BBC計劃在10月22日的政治辯論節目中邀請立場極右的英國國家黨黨魁尼克·格里芬參與，威爾斯大臣韓培德警告BBC有關決定可能面臨政府採取法律行動。BBC （页面存档备份，存于）

## 10月18日
- 國有的蘇格蘭皇家銀行計劃向員工發放500萬英鎊花紅，高風險投資部門平均每名員工預計可獲24萬鎊，外界批評銀行界濫發花紅的風氣可能重臨。泰晤士報[]
- 皇家郵政決定增聘30,000名合約員工，應付工會發動的全國性大罷工，以及舒緩聖誕節期間的投遞高峰期，工會方面批評有關行動「愚蠢」。BBC （页面存档备份，存于）
- 身兼歐洲議會議員的極右政黨英國國家黨黨魁尼克·格里芬，被指動用議員津貼聘用保鑣於該黨活動中執勤，有詐領津貼之嫌。泰晤士報[]

## 10月17日
- 自政府委託的獨立委員會完成國會議員多領津貼醜聞的調查後，消息指有27名議員正被稅局調查，其中一人面臨被起訴。泰晤士報 （页面存档备份，存于）
- 蘇格蘭民族黨在恩華尼斯舉行周年黨大會，黨魁亞歷克斯·薩蒙德揚言蘇格蘭政府要從倫敦施加更大影響力。BBC （页面存档备份，存于）

## 10月16日
- 高等法院裁定政府要公開一名英籍嫌疑恐怖份子，較早前在關塔那摩灣拘押中心涉嫌遭美軍施酷刑的資料，英政府表示會上訴。泰晤士報[]、BBC （页面存档备份，存于）
- 保守黨黨魁甘民樂在議員多領津貼事件中需交還18英鎊津貼，較早前英揆白高敦的12,000鎊要低。BBC （页面存档备份，存于）

## 10月15日
- 極右政黨英國民族黨計劃修改黨章，容許其他族裔人士入會，以回應外間指該黨黨籍違反《種族關係法案》的指控。BBC （页面存档备份，存于）、泰晤士報[]
- 下議院國防特別委員會發表報告，批評國防部採購軍武的實際支出比預算超出350億英鎊，但採購過程過長，平均要五年才可完成採購，導致國防部要額外多付3億英鎊。BBC （页面存档备份，存于）

## 10月14日
- 英揆白高敦宣佈計劃增派500名英軍駐守阿富汗，但前提是政府要先為駐軍準備充足軍備。BBC （页面存档备份，存于）
- 最新公佈數字顯示，全國失業人數由5月上升88,000人至8月的247萬人，失業率由7.6%上升至7.9%，總失業人數的升幅有所收窄，升幅是自2008年7月以來最小。BBC （页面存档备份，存于）

## 10月13日
- 代表皇家郵政勞方的通訊業職工會投票通過10月22日起發動全國性分階段罷工，但仍給予資方考慮接受最後「和解方案」。BBC （页面存档备份，存于）
- 議員津貼醜聞獨立調查完成，保守黨黨魁甘民樂揚言任何拒絕退還多領津貼的保守黨議員，下屆大選將不得代表保守黨出選。另一方面，英揆白高敦亦要退還12,415英鎊津貼。BBC （页面存档备份，存于）

## 10月12日
- 英揆白高敦宣佈計劃出售總值160億英鎊的政府資產，以紓緩財政赤字，計劃出售的資產包括隧道及學生貸款等等。BBC （页面存档备份，存于）
- 6月因議員津貼醜聞而辭職的前內政大臣施卓琪再次在下議院就事件致歉，而內部調查則確認她已清還所有多付的津貼。BBC （页面存档备份，存于）

## 10月11日
- 議員多領津貼醜聞的獨立調查即將完成，BBC引述消息指早前亦捲入事件的英揆白高敦，極有機會要退還部份津貼。BBC （页面存档备份，存于）
- 美國國務卿希拉里·克林頓到訪英國，先後與英揆白高敦及外相文禮彬會面，對於北愛爾蘭共和份子涉及近來數宗騷動事件，她批評這是從和平進程「踏入歧途」。BBC （页面存档备份，存于）

## 10月10日
- 一個代表過千名皇家蘇格蘭銀行持股人的組織，決定入稟法院，控告銀行隱瞞營運狀況，誤導他們在2008年4月買入該行股票，並要求索償達90億英鎊。早前因次按風暴陷入財困的皇家蘇格蘭銀行已被政府國有化，現時銀行70%股權由納稅人持有。BBC （页面存档备份，存于）
- 年少時在欖球比賽中意外受傷而導致左眼失明的英揆白高敦，在最新一次例行眼科檢查中，發現右眼視網膜有兩處小型撕裂處，但未有惡化跡象，首相府發言人表示白高敦無需接受手術。BBC （页面存档备份，存于）、泰晤士報[]

## 10月9日
- 聖保羅大教堂舉行追思禮拜紀念在伊拉克戰爭中陣亡的英國軍民，英女皇伊利沙伯二世、皇夫菲臘親王及皇儲查理斯王子等皇室成員、現任首相白高敦伉儷及前首相貝理雅皆有出席。聖公會坎特伯雷大主教羅恩·威廉斯博士致辭時批評政府當年出兵時不顧代價。泰晤士報 （页面存档备份，存于）、BBC （页面存档备份，存于）
- 對於有輿論批評前陸軍總參謀長理查德·丹納特爵士卸任後不久就高調加入保守黨，認為他太早表態，丹納特爵士回應指他的決定並非保守黨儲心積慮的「陰謀」。BBC （页面存档备份，存于）

## 10月8日
- 保守黨在曼徹斯特舉行大選前最後一次年度黨大會，黨魁甘民樂在大會致辭，指自己已經「準備就緒接受挑戰」。BBC （页面存档备份，存于）、BBC （页面存档备份，存于）
- 皇家郵政勞方投票通過舉行大罷工，以表達對局方計劃精簡人手及工作條件欠佳的不滿。BBC （页面存档备份，存于）
- 保守黨建議國防部削減25%開支，但強調方案節流對象以國防部的85,500名公務員為主，前線英軍不受影響。BBC （页面存档备份，存于）

## 10月7日
- 消息傳出早前卸任的前陸軍總參謀長理查德·丹納特爵士（Sir Richard Dannatt）將晉身上院，並出任保守黨國防事務顧問。泰晤士報[]、BBC （页面存档备份，存于）
- 一對來自英國漢普郡的夫婦被發現倒斃位於西班牙阿利坎特市郊的家中，初步調查顯示兩夫婦是遭槍殺。BBC （页面存档备份，存于）

## 10月6日
- 政府最新數字顯示，英國工業8月產出總值較7月下跌2.5%，是1月以來最大跌幅，有關數據結果出於早前學者預料。BBC （页面存档备份，存于）
- 保守黨舉行周年大會，黨方建議在2016年前將男性退休年齡上調至66歲。BBC （页面存档备份，存于）
- 英國華裔物理學家高錕教授與另外兩名美籍教授榮譽諾貝爾物理學獎，以表揚高教授發明光纖的貢獻。高錕教授有「光纖之父」之稱，1933年生於中國上海，中學就讀香港聖若瑟書院，及後負笈英國帝國理工學院，並留英發展，先後當選皇家學會及皇家工程學院院士，1987年至1996年出任香港中文大學校長，1993年獲授CBE勳銜。泰晤士報[]

## 10月5日
- 保守黨黨魁甘民樂重申，黨內在是否就《里斯本條約》進行公投一事上沒有分歧，但早前倫敦市長博里斯·強森則公開表示，《條約》即使獲確認，也應該諮詢國民。BBC （页面存档备份，存于）
- 保守黨建議大幅精簡公立醫院行政架構，並將節省得來的金錢投放到前線服務上。BBC （页面存档备份，存于）

## 10月4日
- 愛爾蘭公投以67%票數通過歐盟《里斯本條約》後，保守黨黨魁甘民樂重申如果條約不獲所有成員國確認，他與保守黨才支持英國就條約舉行公投，不過保守黨內仍有意見支持英國進行公投。BBC （页面存档备份，存于）
- 有報導指工黨副黨魁夏雅雯本年7月3日涉及一宗輕微交通意外，並在事後不顧而去，夏雅雯回應指自己一直與警方合作，否認有關指控。BBC （页面存档备份，存于）

## 10月3日
- 英揆白高敦在工黨網頁上表態，指自己「原則上」支持在下屆大選與反對黨派黨魁舉行電視直播辯論。泰晤士報[]、BBC （页面存档备份，存于）
- 首本獲軍情五處授權的歷史書將於下周出版，以誌軍情五處成立100周年，書中披露軍情五處於前首相韋爾遜在任期間，一直管有他的調查檔案。BBC （页面存档备份，存于）

## 10月2日
- 最新數據顯示，英國上月平均樓價上升0.9%，每座住宅平均售價161,816英鎊，基本重上2008年9月水平。BBC （页面存档备份，存于）
- 現時每份售50便士的《倫敦標準晚報》決定由10月12日起轉成免費報紙，發行量將由現時的每日25萬份加印至60萬份。BBC （页面存档备份，存于）
- 前檢察總長高仕文勳爵認為，政府應就軍火商英國航空航天公司（BAE）涉嫌貪污行賄一事正式提出檢控。BBC （页面存档备份，存于）

## 10月1日
- 位於倫敦西敏的英國最高法院正式啟用，上議院長久以來擁有的司法權告一段落。泰晤士報 （页面存档备份，存于）
- 首相府發言人表示，英揆白高敦對英軍是否繼續增兵阿富汗持「開放」態度，但認為增兵前要先達到一些條件，而國防大臣艾思和在另一場合表示，增兵前應先採購充足軍備，但軍備並非隨便在馬莎可以買到。BBC （页面存档备份，存于）
- 消息指，在任近十年的工黨籍威爾斯第一部長洛蒂·摩根，計劃在明年退休。BBC（页面存档备份，存于）

| 依月份排列新聞動態 |
| \| - 2014年英國：1月 - 2月 - 3月 - 4月 - 5月 - 6月 - 7月 - 8月 - 9月 - 10月 - 11月 - 12月 - 2013年英國：1月 - 2月 - 3月 - 4月 - 5月 - 6月 - 7月 - 8月 - 9月 - 10月 - 11月 - 12月 - 2012年英國：1月 - 2月 - 3月 - 4月 - 5月 - 6月 - 7月 - 8月 - 9月 - 10月 - 11月 - 12月 - 2011年英國：1月 - 2月 - 3月 - 4月 - 5月 - 6月 - 7月 - 8月 - 9月 - 10月 - 11月 - 12月 - 2010年英國：1月 - 2月 - 3月 - 4月 - 5月 - 6月 - 7月 - 8月 - 9月 - 10月 - 11月 - 12月 - 2009年英國：1月 - 2月 - 3月 - 4月 - 5月 - 6月 - 7月 - 8月 - 9月 - 10月 - 11月 - 12月 - 2008年英國：1月 - 2月 - 3月 - 4月 - 5月 - 6月 - 7月 - 8月 - 9月 - 10月 - 11月 - 12月 檢閱 \| |
| - 2014年英國：1月 - 2月 - 3月 - 4月 - 5月 - 6月 - 7月 - 8月 - 9月 - 10月 - 11月 - 12月 - 2013年英國：1月 - 2月 - 3月 - 4月 - 5月 - 6月 - 7月 - 8月 - 9月 - 10月 - 11月 - 12月 - 2012年英國：1月 - 2月 - 3月 - 4月 - 5月 - 6月 - 7月 - 8月 - 9月 - 10月 - 11月 - 12月 - 2011年英國：1月 - 2月 - 3月 - 4月 - 5月 - 6月 - 7月 - 8月 - 9月 - 10月 - 11月 - 12月 - 2010年英國：1月 - 2月 - 3月 - 4月 - 5月 - 6月 - 7月 - 8月 - 9月 - 10月 - 11月 - 12月 - 2009年英國：1月 - 2月 - 3月 - 4月 - 5月 - 6月 - 7月 - 8月 - 9月 - 10月 - 11月 - 12月 - 2008年英國：1月 - 2月 - 3月 - 4月 - 5月 - 6月 - 7月 - 8月 - 9月 - 10月 - 11月 - 12月 檢閱       |